# Guadalupe (São Tomé och Príncipe)
Guadalupe är en ort i distriktet Lobata i São Tomé och Príncipe. Den hade 1 543 invånare år 2001.